# Дравско језеро
Дравско језеро (пољ. Drawsko) је језеро у Пољској. Оно се налази на Дравском појезерју у дравском повјату (Војводство Западно Поморје).
- Површина језера износи 1956 ha (од тога 85 ha острва)[1]
- Дубина: до 79,7 m (друго по дубини у Пољској, одмах после Хањче)
- Дужина 12,6
- Ширина 3,9 km

Кроз Дравско језеро протиче река Драва спајајући га са језерима Жердно и Кросино. На Дравском језеру налази се град Чаплинек.
Језеро има веома разрућену обалну линију. Од острва у језеру се истиче острво Бјелава.